# The New York Five
 (mai 2012).
Si vous disposez d'ouvrages ou d'articles de référence ou si vous connaissez des sites web de qualité traitant du thème abordé ici, merci de compléter l'article en donnant les références utiles à sa vérifiabilité et en les liant à la section « Notes et références ».

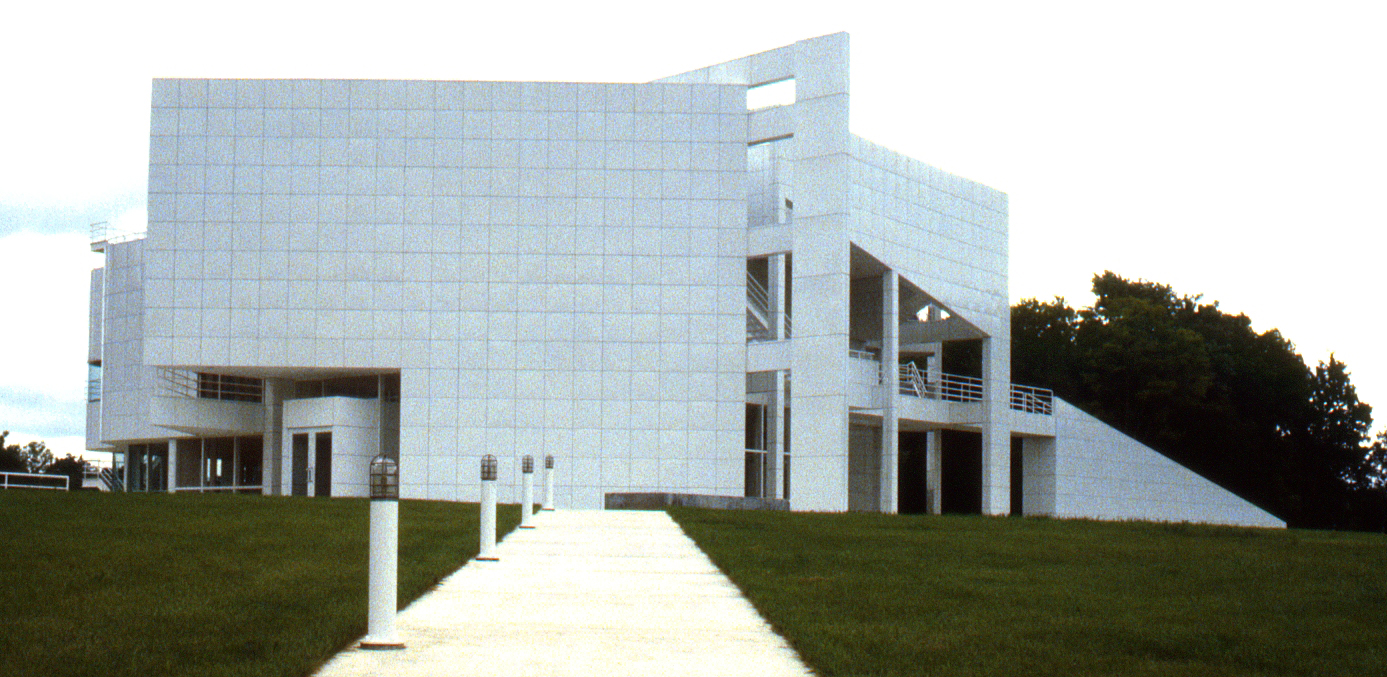
Le bâtiment Atheneum dessiné par Richard Meier ville de New Harmony, Indiana, Etats-Unis

Le New York Five est un groupe de cinq architectes new-yorkais composé de Peter Eisenman, Michael Graves, Charles Gwathmey, John Hejduk et Richard Meier.

## Genèse
Le travail de ce groupe est apparu lors d'une exposition organisée par Arthur Drexler en 1967 au Museum of Modern Art, puis présenté dans le livre Five Architects en 1972.
Les cinq architectes s'intéressaient à la forme pure dans l'architecture du mouvement moderne, en référence au travail de Le Corbusier durant les années 1920 et 1930, même si après étude leur travail était bien plus personnel. Le groupe donnait peut-être plus d'importance à l'aspect social et académique de l'architecture, comme son inspirateur Philip Johnson.

## Critique
Ce spectacle a engendré une critique cinglante dans le numéro de mai 1973 de la revue Architectural Forum, par un groupe de théoriciens nommé Five on Five, composé des architectes Romaldo Giurgola, Alan Greenberg, Charles Moore, Jaquelin T. Robertson, et Robert A. M. Stern. Ce groupe connu sous le nom de Grays, a attaqué les New York Five à propos de cette quête de l'esthétisme moderne pur considérée comme nihiliste, résultant en des édifices impraticables, ne prenant en compte ni le site, ni les utilisateurs, et étant totalement incohérents avec la vie quotidienne. Ces Grays ont été rejoints par l'architecte de Philadelphie Robert Venturi et les nouveaux adhérents aux intérêts de l'architecture vernaculaire et du post-modernisme.

## L'après New York Five
John Hejduk en était un des précepteurs, il mourut en 2000. Charles Gwathmey est quant à lui mort le 3 août 2009.
Les trois autres membres du New York Five ont par la suite produit des travaux très divergents et nient toute relation entre les uns et les autres.
Graves s'est rallié au mouvement post-moderniste. Eisenman a limité son travail à la réalisation d'images et de modèles pour des revues d'architecture, même s'il est devenu le principal protagoniste du déconstructivisme en architecture.
Les bâtiments de Meier sont quant à eux restés fidèles à l'esthétique modernisme de Le Corbusier. L'architecte recevra d'ailleurs plusieurs récompenses de la part de l'American Institute of Architects pour son travail.
Gwathmey est lui aussi resté fidèle au style du mouvement moderne, même si sa pureté a été nuancée par les réalités des grandes commissions publiques et corporatives.